# Drosophila ochrifrons
Drosophila ochrifrons är en tvåvingeart som beskrevs av Oswald Duda 1924. Drosophila ochrifrons ingår i släktet Drosophila och familjen daggflugor.
Artens utbredningsområde är Sumatra.